# Medalha Thorarinsson
A Medalha Thorarinsson (em inglês:  Thorarinsson Medal) e concedida a cada quatro anos pela International Association of Volcanology and Chemistry of the Earth's Interior (IAVCEI) por contribuições de destaque ao campo geral da vulcanologia, sendo o prêmio de maior distinção da IAVCEI. É denominada em memória do geólogo e vulcanologista islandês Sigurður Þórarinsson.

## Recipientes
Fonte: 
- 1987 Robert L. Smith
- 1989 George Patrick Leonard Walker
- 1993 Hans-Ulrich Schmincke
- 1997 Richard V. Fisher
- 2000 Keiiti Aki
- 2004 Wes Hildreth
- 2008 Robert Stephen John Sparks
- 2013 Barry Voight
- 2017 Bruce Houghton[2]